# Ship of Fools (canción de Erasure)
«Ship of Fools» es el octavo disco sencillo publicado del grupo inglés de música electrónica Erasure, lanzado en 1988.
Ship of Fools es una canción compuesta por Vince Clarke y Andy Bell.

## Descripción
Ship of Fools fue el primer sencillo adelanto del álbum The Innocents. Este sencillo siguió la cadena de éxitos y llegó al puesto número 6 en el ranking británico y al número 9 en Alemania.

Ship of Fools fue la primera balada de la banda en ser lanzada como sencillo.

## Lista de temas
| CD Sencillo (CDMUTE74) / (INT 826.878) 1. «Ship Of Fools» (Shiver Me Timbers Mix) 7:53 2. «When I Needed You» (Melancholic Mix) 4:22 3. «River Deep Mountain High» (Private Dance Mix) 7:02 3" CD Sencillo (INT 811.856) 1. «Ship Of Fools» 4:01 2. «When I Needed You» 3:59 3. «Ship Of Fools» (RC Mix) 6:24 12″ Vinilo Sencillo (12MUTE74) / (INT 126.878) 1. «Ship Of Fools» (Shiver Me Timbers Mix) 7:53 2. «River Deep Mountain High» (Warm Depths Mix) 5:42 3. «When I Needed You» (Melancholic Mix) 4:22 | 12″ Vinilo Sencillo (L12MUTE74) / (INT 126.879) 1. «Ship Of Fools» (RC Mix) 6:24 2. «River Deep Mountain High» (Private Dance Mix) 7:02 3. «When I Needed You» 3:59 7″ Vinilo Sencillo (MUTE74) / (INT 111.856) 1. «Ship Of Fools» 4:01 2. «When I Needed You» 3:59 |

## Créditos
Este sencillo tiene 2 lados B que serían agregados más tarde como bonus track en la versión en CD: When I Needed You y River Deep Mountain High. Este último es un cover de un tema popularizado por Tina Turner.

Ship of Fools y When I Needed You fueron compuestos por (Clarke/Bell). River Deep Mountain High fue compuesto por Barry/Greenwich/Spector.

## Video
El video musical, dirigido por Phillip Vile, muestra a Andy Bell cantando y a Vince Clarke tocando la guitarra, recostados en una playa.

## Datos adicionales
- Ship of Fools es una frase recurrente en inglés (proviene de Ship of Fools-La nave de los necios- una obra de 1494, que tuvo su correlato con el cuadro Ship of Fools-La nave de los locos- de El Bosco). También hubo una película de 1965, llamada Ship of Fools, en español El barco de los locos.
- "When I Needed You", fue el lado B del sencillo y se convirtió en un inesperado éxito en Argentina, Chile y toda Latinoamérica. Con esto estuvieron llegando incluso a realizar una versión a capela en algunas de sus visitas.